# Paul Gower
Paul Gower (født ?) er en britisk computerspiludvikler. Han grundlagde, sammen med sin bror Andrew Christopher Gower og Constant Tedder det Java-baserede selskab Jagex. Gower er også kendt som en af de ledende udviklere af RuneScape, et populært MMORPG-spil.